# Limonium lanceolatum
Limonium lanceolatum é uma espécie de planta com flor pertencente à família Plumbaginaceae. 
A autoridade científica da espécie é (Hoffmanns. & Link) Franco, tendo sido publicada em Nova Fl. Portugal 2: 43, 564 (1984).

## Portugal
Trata-se de uma espécie presente no território português, nomeadamente em Portugal Continental.
Em termos de naturalidade é endémica da região atrás referida.

## Protecção
Encontra-se protegida por legislação portuguesa ou da Comunidade Europeia, nomeadadamente pelo Anexo II e IV da Directiva Habitats.